# Руохолахті (квартал)
Руохолахті (фін. Ruoholahden, швед. Gräsvikens — "Трав'яна бухта") — квартал району Кампінмальмі у Гельсінкі, розташовано у південно-західній частині центру міста Гельсінкі, через протоку від острова Лауттасаарі. На терені кварталу розташовано Західна Гавань. Населення (2014) — 3026 осіб.

## Історія
Забудова Руохолахті відбулась у 1910-х роках, коли протоки між декількома малими островами було засипано землею, за для побудови Західної Гавані. У 1940-х роках було також побудовано невеликий промисловий район, найпомітніше виробництво у ньому було — кабельна фабрика Nokia (яка згодом стала культурним центром, коли Nokia відмовилася від виробництва кабелів і перейшла до телекомунікацій), вугільна електростанція, штаб-квартира державного алкогольного підприємства Alko (перетворений в 2002 році в торговельний центр Руохолахті) та легендарний Лепакко або Лепакколуола, стара складська будівля, використовувана в 1967-1979 роках як аварійне житло для бездомних алкоголіків, а потім в 1979 — 1999 рік як незалежний центр молодіжної культури. (було зруйновано, за для будівництва офісу). В 1960-х роках через Руохолахті було збудовано шосе Лянсівяйля, що сполучає Гельсінкі та Еспоо.
В 1990-і район забудовується житлом, будується High Tech Center. В 1993 році відкрито станцію метро Руохолахті.

Руохолахті на мапі Гельсінкі